# L'onorata società
L'onorata società es una película de comedia italiana de 1961 escrita y dirigida por Riccardo Pazzaglia. Se proyectó como parte de una retrospectiva de la comedia italiana en el Festival Internacional de Cine de Venecia de 2010. 

## Trama
Rosolino Trapani y Saruzzo Messina son dos chicos sicilianos acusados de haber seducido a las hijas menores de edad de una persona importante perteneciente a la honorable sociedad (es decir, una forma de crimen organizado). Los dos pequeños, que mientras tanto se encuentran en Roma, conocen a las hijas del Commendatore Zappalà, que descubren que es un exportador de naranjas a Reino Unido y un hombre de honor, que en secreto necesita encontrarles dos maridos, ya seducidos y abandonados a su vez con dulce anticipación. Aquí son perseguidos por los cinco sicarios enviados por la distinguida empresa mientras se alojan en el hotel "Piccola Sicilia". Tras haber huido ante el altar cuando estaban a punto de casarse con las hijas de Zappalà, se ven obligados a regresar a pie a Sicilia, donde se les espera para la boda y el funeral.

## Reparto
- Franco Franchi : Salvatore
- Ciccio Ingrassia : Rosolino
- Domenico Modugno : Salvatore, el marido.
- Rosanna Schiaffino : Rosaria, la esposa
- Vittorio De Sica : Salvatore, el 'Capintesta'
- Didi Perego : propietario de 'Piccola Sicilia'
- Tiberio Murgia : Salvatore Trezza
- Marisa Belli : Rosetta Zappalà
- Gino Buzzanca: Salvatore Zappalà